# LYSMD4
LYSMD4 (англ. LysM domain containing 4) – білок, який кодується однойменним геном, розташованим у людей на 15-й хромосомі. Довжина поліпептидного ланцюга білка становить 296 амінокислот, а молекулярна маса — 32 066.
| 10         |  | 20         |  | 30         |  | 40         |  | 50         |
| ---------- |  | ---------- |  | ---------- |  | ---------- |  | ---------- |
| MRHEELLTKT |  | FQGPAVVCGT |  | PTSHVYMFKN |  | GSGDSGDSSE |  | EESHRVVLRP |
| RGKERHKSGV |  | HQPPQAGAGD |  | VVLLQRELAQ |  | EDSLNKLALQ |  | YGCKVADIKK |
| VNNFIREQDL |  | YALKSVKIPV |  | RNHGILMETH |  | KELKPLLSPS |  | SETTVTVELP |
| EADRAGAGTG |  | AQAGQLMGFF |  | KGIDQDIERA |  | VQSEIFLHES |  | YCMDTSHQPL |
| LPAPPKTPMD |  | GADCGIQWWN |  | AVFIMLLIGI |  | VLPVFYLVYF |  | KIQASGETPN |
| SLNTTVIPNG |  | SMAMGTVPGQ |  | APRLAVAVPA |  | VTSADSQFSQ |  | TTQAGS     |

A: Аланін

C: Цистеїн

D: Аспарагінова кислота

E: Глутамінова кислота

F: Фенілаланін

G: Гліцин

H: Гістидин

I: Ізолейцин

K: Лізин

L: Лейцин

M: Метіонін

N: Аспарагін

P: Пролін

Q: Глутамін

R: Аргінін

S: Серин

T: Треонін

V: Валін

W: Триптофан

Задіяний у такому біологічному процесі, як альтернативний сплайсинг. 
Локалізований у мембрані.